# Roberto Parra (atleta)
Roberto Parra Mateo (Socuéllamos, Ciudad Real, 6 de abril de 1976) es un atleta español.

## Biografía
Atleta especializado en las pruebas de medio fondo, sobre todo en la de 800 metros. Destacó en categorías menores, especialmente en la categoría Sub-20 donde llegó a proclamarse Campeón de Europa en la distancia de 800 m en el Campeonato celebrado en la ciudad húngara de Nyíregyháza en 1995 con un tiempo de 1'45"90, que fue récord de España hasta 2023 y que aún sigue vigente como récord del campeonato. A nivel nacional se proclamó en varias ocasiones (15) Campeón de España en las categorías Sub-18, Sub-20 y Sub-23.
Sus comienzos en la categoría absoluta fueron espléndidos con una victoria en los 800 metros del Campeonato de Europa en Pista Cubierta celebrado en Estocolmo en 1996 cuando contaba menos de 20 años, lo que levantó grandes esperanzas en carrera como atleta.
Esas expectativas levantadas no pudieron materializarse completamente en su época de madurez como atleta debido principalmente a lesiones recurrentes. Fue intervenido quirúrgicamente en tres ocasiones por condropatía rotuliana en sus rodillas.
Fue seleccionado para participar en los Juegos Olímpicos de Atlanta 1996, en los que no tomó salida por lesión. Sí llegó a participar en los Juegos Olímpicos de Sídney 2000, quedando quinto en su eliminatoria. 
En el año 1999 tuvo una actuación destacada en los Campeonatos del Mundo de atletismo celebrados en Sevilla con un cuarto puesto en su semifinal y un tiempo de 1:46.07 que, sin embargo, no le dieron acceso a la final, 
En 2003 probó suerte en la prueba de 1500 metros, su prueba natural, quedando subcampeón de España tanto en Pista Cubierta como al Aire Libre y consiguiendo una marca de 3:34.66 que suponía, en ese momento, la mejor mundial y la segunda europea de todos los tiempos. Fue seleccionado para representar a España en los Campeonatos del Mundo de Birmingham -pista cubierta, noveno- y París -aire libre- donde pasó a la final, décimo puesto y una mejor marca personal, 3:35.02. 
Sus actuaciones internacionales se completaron con distinta suerte, en el europeo de Budapest de 1998 pasó la eliminatoria pero no llegó a la final. Quedó primero, tercero y séptimo en la Copa de Europa de los años 1996 (1:44.97 en Madrid), 1999 (Atenas) y 2000 (Baerum). Consiguió un subcampeonato iberoamericano en 1998 (Lisboa) y un quinto puesto en el Cto. de Europa Indoor del año 2000 (Gante). 
Anunció su retirada de las pistas a comienzos de 2006 para pasar al mundo de la gestión deportiva, desarrollando actividades al frente de la Asociación de Deportistas de Castilla-La Mancha. Poco después fichó por la Fundación Cultura y Deporte de Castilla-La Mancha como representante institucional, y el 16 de septiembre de 2008, el Consejo de Gobierno de Castilla-La Mancha aprobó su nombramiento como Director General del Deporte de esta comunidad autónoma donde permaneció hasta mayo de 2011.
Su paso del mundo de la competición a la gestión deportiva y a la postre a la política, hizo que desde junio de 2011 desempeñase la labor de concejal en su pueblo natal, Socuéllamos, donde reside actualmente. Durante esa etapa ostentó el cargo de Secretario General en la Agrupación Socialista de su localidad y compatibilizó esa labor con el puesto de Asesor de Presidencia en la Diputación Provincial de Ciudad Real hasta enero de 2013.
Desde el año 2015 se vinculó de nuevo al atletismo a través de la representación y comercialización de marcas deportivas y realizando diversos proyectos deportivos, principalmente como Entrenador Nacional de Atletismo por la Real Federación Española de Atletismo (www.robertoparra.es). 

## Mejores marcas
| Prueba | Resultado | Fecha      | Lugar     | -    |
| 800 m  | 1:44.97   | 02/06/1996 | Madrid    | A.L. |
| 800 m  | 1:46.48   | 15/02/2001 | Estocolmo | P.C. |
| 1000 m | 2:21:66   | 14/03/2001 | Madrid    | P.C. |
| 1500 m | 3:34.66   | 22/02/2003 | Sevilla   | P.C  |
| 1500 m | 3:35.02   | 27/08/2003 | París     | A.L. |

## Palmarés
'Palmarés nacional'
- Campeón de España al Aire Libre San Sebastián 1998 (1:47.68) y Barcelona 2000 (1:48.18).
- Campeón de España Pista Cubierta San Sebastián 1996 (1:49.36), Valencia 1998 (1:48.88), Sevilla 1999 (1:47.53), San Sebastián 2000 (1:49.56), Valencia 2001 (1:47.62).

'Palmares internacional'
- 1995 Medalla de Oro en el Europeo Junior al Aire Libre en Nyregyhaza (Hungría), con una marca de 1:45:90
- 1996 Victoria en la Superliga en Madrid en 800 metros lisos, con una marca de: 1:44.97 (Récord de España Promesa)
- 1996 Medalla de Oro en el Europeo de Pista Cubierta en	Estocolmo (Suecia), con una marca de: 1:47.74
- 1998 Medalla de Plata en los Juegos Iberoamericanos de Lisboa (Portugal), con una marca de: 1:50.19

## Reconocimientos
- Medalla de Oro de la Orden al Mérito deportivo de Castilla-La Mancha (2000)
- Finalista "Mejor Deportista del Siglo XX de Castilla-La Mancha" (2001)
- Medalla de Plata de la Real Orden al Mérito deportivo de España (2011)

- Datos: Q241507